# Thủy ngân fulminat
Thủy ngân(II) fulminat, hoặc Hg(CNO)2, là một chất nổ chính. Nó là rất nhạy cảm với ma sát, nhiệt và sốc và chủ yếu được sử dụng như một kích hoạt cho các vật liệu nổ khác trong mũ gõ và nổ mìn. Thủy ngân(II) cyanat, mặc dù công thức thực nghiệm của nó là giống hệt nhau, có một sự sắp xếp nguyên tử khác nhau; các anion cyanate và fulminat là các đồng phân.
Hợp chất này được sử dụng đầu tiên như một thành phần mồi trong mũ đồng nhỏ bắt cháy vào những năm 1820, thủy ngân fulminat nhanh chóng thay thế đá lửa như một phương tiện để đốt cháy bột màu đen trong súng bắn mõm. Sau đó, trong cuối thế kỷ 19 và suốt thế kỷ 20, thủy ngân fulminat hoặc kali clorat được sử dụng rộng rãi trong việc mồi cho súng trường khép kín và đạn dược. Thủy ngân fulminat có lợi thế riêng biệt hơn kali clorat (KClO3) là không ăn mòn, nhưng dễ phân hủy theo thời gian tạo thành các thành phần cấu thành của nó. Các thủy ngân giảm mà kết quả tạo thành hỗn hợp với đồng thau mực, làm suy yếu nó, là tốt.. Ngày nay, thủy ngân(II) fulminat đã được thay thế trong mồi cháy bởi các hợp chất hóa học hiệu quả hơn. Không ăn mòn, ít độc hại và ổn định hơn theo thời gian; chúng bao gồm các dẫn xuất chì(II) azua, chì(II) styphnat và tetrazene. Ngoài ra, không một hợp chất nào ở trần cần thủy ngân(II) để sản xuất - một nguồn nguyên liệu khan hiếm trong thời chiến tranh.

## Việc pha chế
Thủy ngân(II) fulminat được pha chế bằng cách trộn thủy ngân vào axit nitric và thêm ethanol để hòa tan. Đầu tiên nó được bào chế bởi Edward Charles Howard năm 1800. Cấu trúc tinh thể của hợp chất này được xác định vào năm 2007.
Bạc(I) fulminat có thể được chuẩn bị một cách tương tự, nhưng muối này thậm chí còn không ổn định hơn thủy ngân(II) fulminat; nó thậm chí có thể phát nổ dưới nước và không thể tích lũy với số lượng lớn bởi vì nó phát nổ theo trọng lượng riêng của nó.

## Phân hủy
Sự phân hủy nhiệt của thủy ngân(II) fulminat có thể bắt đầu ở nhiệt độ thấp đến 100 °C, mặc dù nó tiến hành ở một tỷ lệ cao hơn nhiều với nhiệt độ ngày càng tăng.
Một phản ứng có thể cho sự phân hủy thủy ngân(II) fulminat tạo ra khí carbon dioxide, khí nitơ và một sự kết hợp của các muối thủy ngân tương đối ổn định.
4Hg(CNO)2 → 2CO2 + N2 + HgO + 3HgOCNCN
Hg(CNO)2 → 2CO + N2 + Hg
Hg(CNO)2 → Hg(OCN)2 (cyanate hoặc / và isocyanate)
2Hg(CNO)2 → 2CO2 + N2 + Hg + Hg(CN)2 (thủy ngân(II) cyanide)